# La Mante
La Mante ('La Mantis") és una minisèrie policíaca francesa que es va estrenar a Netflix el 30 de desembre de 2017 després de la seva emissió a TF1 durant setembre de 2017.

## Argument
A París, la policia busca un psicòpata els assassinats dels quals estan inspirats en els de Jeanne Deber, coneguda com «La Mantis», una famosa assassina en sèrie que havia terroritzat el país 25 anys enrere. Jeanne Deber ofereix la seva experiència a la policia per ajudar a enxampar el seu imitador. Empresonada en solitari des de la seva detenció, La Mantis només demana una condició: tractar només amb el detectiu Damien Carrot, el seu fill.

## Repartiment
- Carole Bouquet com a Jeanne Deber / La Mantis[4]
- Fred Testot com a Damien Carrot
- Jaques Weber com a Charles Carrot
- Pascal Demolon com a Dominique Feracci
- Manon Azem com a Lucie Carrot[5]
- Serge Riaboukine com a Crozet
- Robinson Stevenin com a Alex Crozet
- Fredérique Bel com a Virginie Delorme
- Elodie Navarre com a Szofia Kovacs
- Adama Niane com a Stern
- Yannick Samot com a Bertrand
- Steve Tran com a Achille
- Julien Tortora com a Gallieni